# الإسلام في جزر المالديف
الدين الرسمي لجزر المالديف هو الإسلام حيت تقدر نسبة المسلمين فيها حسب الإحصائيات التعدادية الدولية 100%، وينص الدستور على أن جميع المواطنين يجب أن يكونوا مسلمين، ولا يمكن لأي غير مسلم أن يصبح مواطنًا بحسب المادة 9. وتنص المادة الثانية على أن الجمهورية مؤسسة على مبادئ الإسلام وتنص المادة 10 على أنه لن يطبق أي قانون ضد مبادئ الإسلام في البلاد. وتنص المادة 19 أن المواطنين حُرين في أن يشاركوا أو يمارسوا أي نشاط لم يتم تحريمه في الشريعة أو القانون. ويتمسك معظم المالديفيين بتعاليم دينهم ويظهر ذلك في احتفالاتهم الدينية الرسمية.

## تاريخ الإسلام في جزر المالديف
بدأ الدين الإسلامي بالانتشار في جزر المالديف بعد أن كانت الجزيرة تدين بالبوذية لفترة طويلة، وذلك عن طريق التجار الذين قدموا للتجارة في جزر المالديف في منتصف القرن الثاني عشر الميلادي. ويوجد في جزر المالديف حتى اليوم العديد من المساجد القديمة جداً والتي تدل على الحضارة الإسلامية التي كانت تعيشها الجزيرة.

## معرض صور

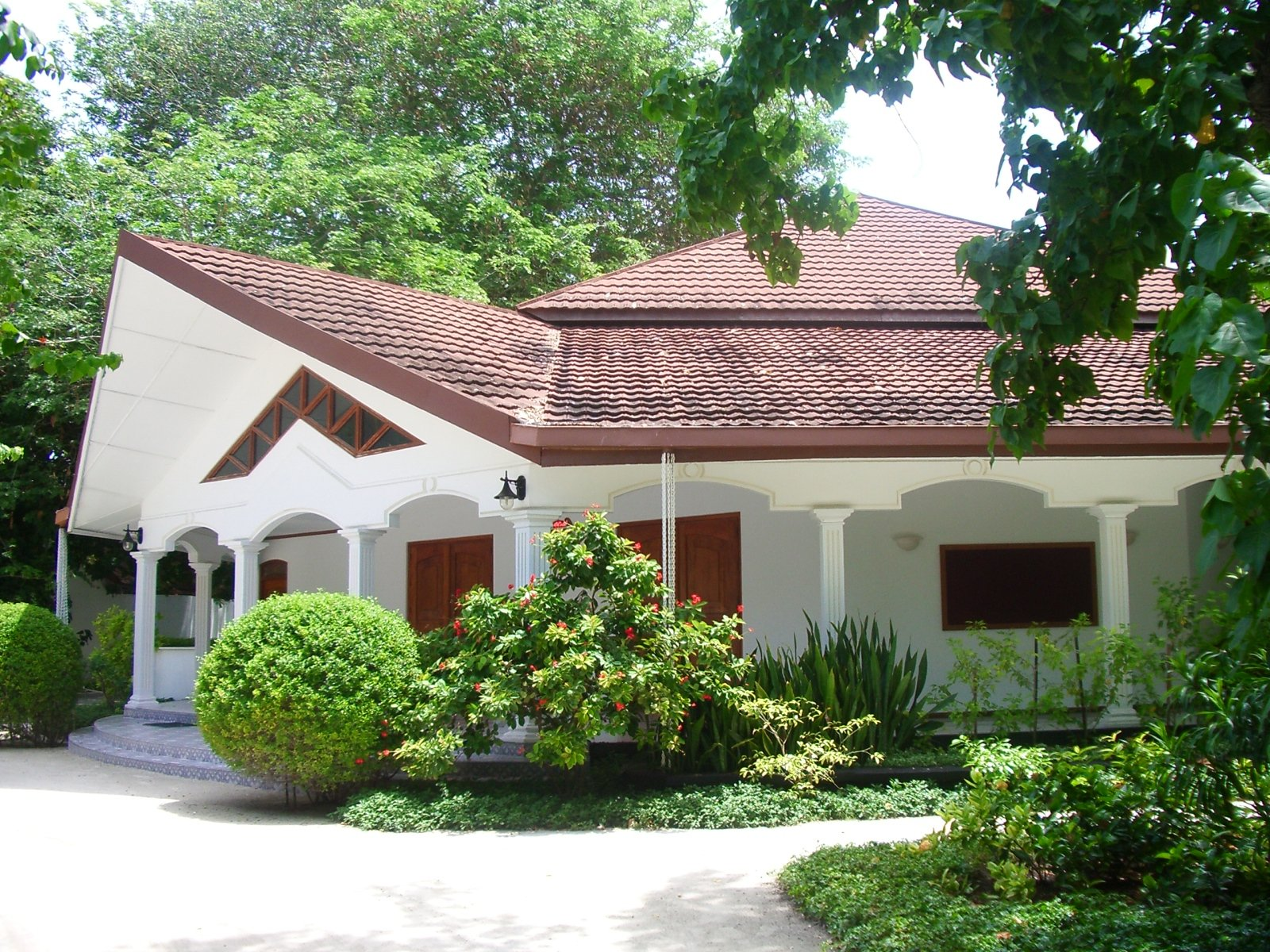
مسجد جزيرة باندوس، شمال ماليه
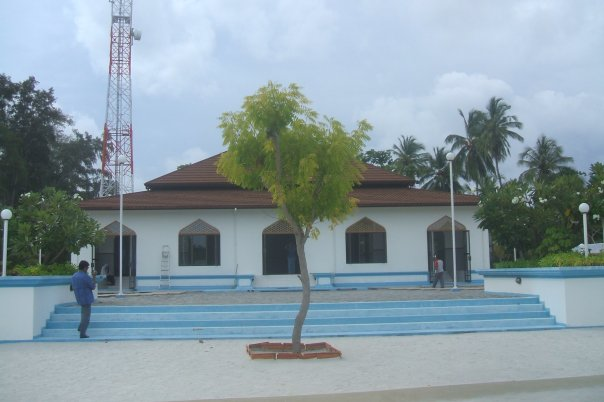
مسجد دارافاندهو
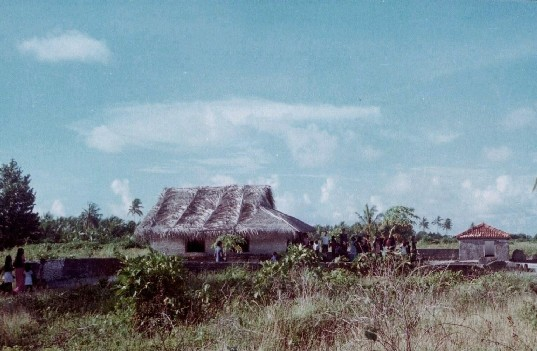
مسجد جان في فوملك في 1984
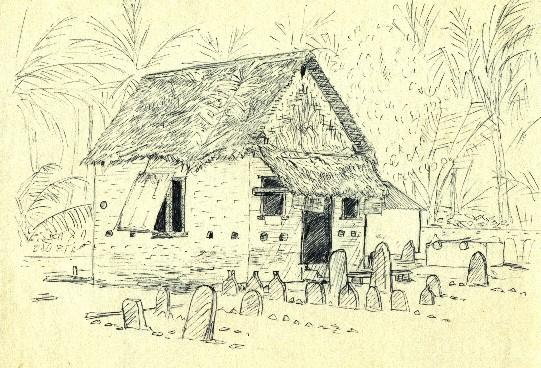
مسجد داديماجي في فوملك عام 1981